# Blandy (Seine-et-Marne)
Blandy [blɑ̃di] (auch: Blandy-les-Tours) ist eine französische Gemeinde mit 769 Einwohnern (Stand: 1. Januar 2022) im Département Seine-et-Marne in der Region Île-de-France. Sie gehört zum Arrondissement Melun und zum Kanton Nangis (bis 2015: Kanton Le Châtelet-en-Brie). Die Einwohner werden Blandynois genannt.

## Geografie
Blandy liegt etwa neun Kilometer ostnordöstlich von Melun und etwa 46 Kilometer südöstlich von Paris. Umgeben wird Blandy von den Nachbargemeinden Fouju im Norden und Nordwesten, Champeaux im Norden, Saint-Méry im Osten und Nordosten, Châtillon-la-Borde im Südosten, Sivry-Courtry im Süden sowie Moisenay im Westen. Das Gemeindegebiet wird vom Fluss Almont durchquert.

## Bevölkerungsentwicklung
| Jahr                      | 1962 | 1968 | 1975 | 1982 | 1990 | 1999 | 2006 | 2013 |
| Einwohner                 | 611  | 620  | 561  | 609  | 667  | 721  | 749  | 701  |
| Quelle: Cassini und INSEE |      |      |      |      |      |      |      |      |

## Sehenswürdigkeiten
Siehe auch: Liste der Monuments historiques in Blandy (Seine-et-Marne)
- Kirche Saint-Maurice aus dem 14. Jahrhundert mit Taufbecken
- Priorei Saint-Martin
- Burg Blandy-les-Tours aus dem 13. Jahrhundert

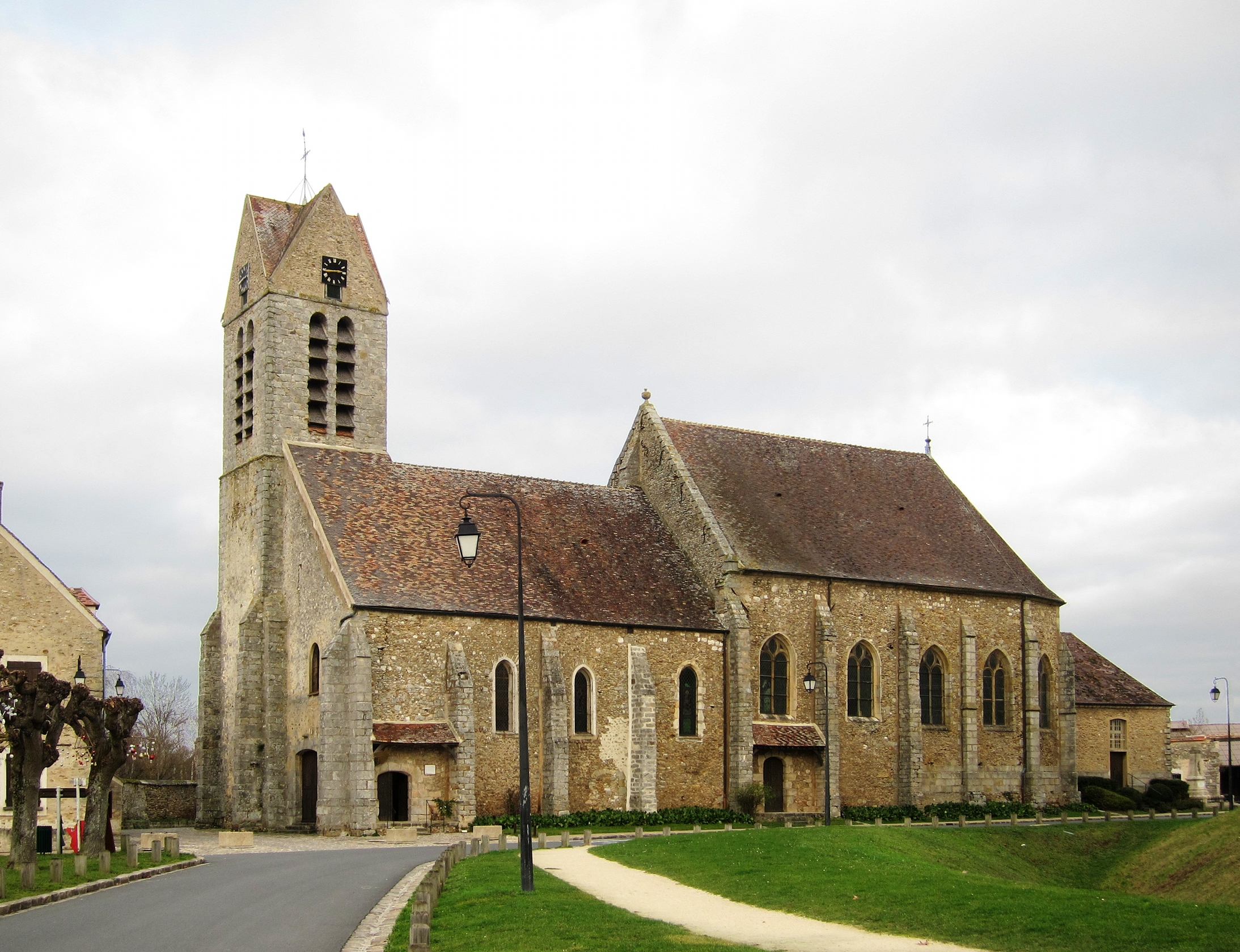
Kirche Saint-Maurice
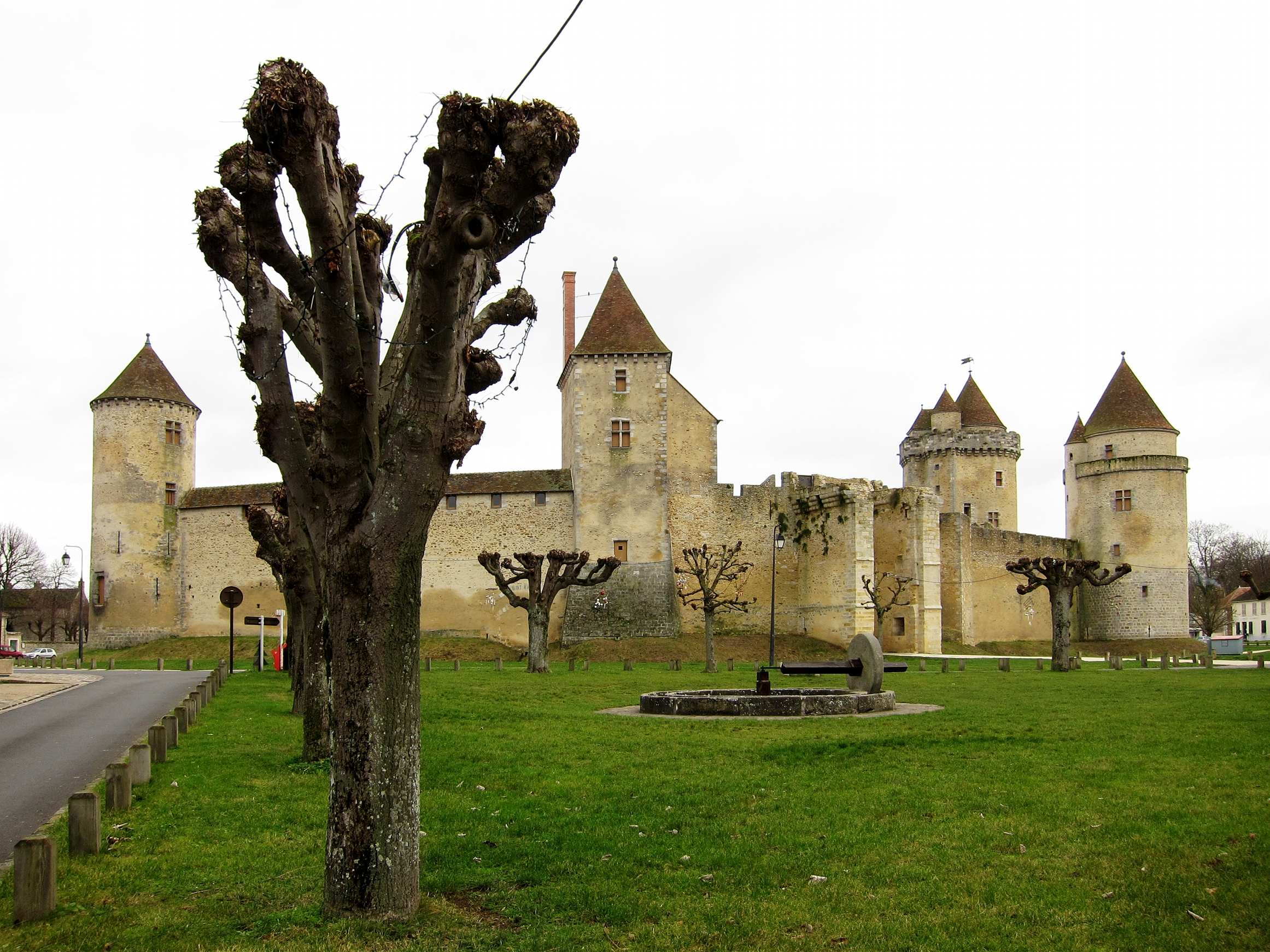
Burg
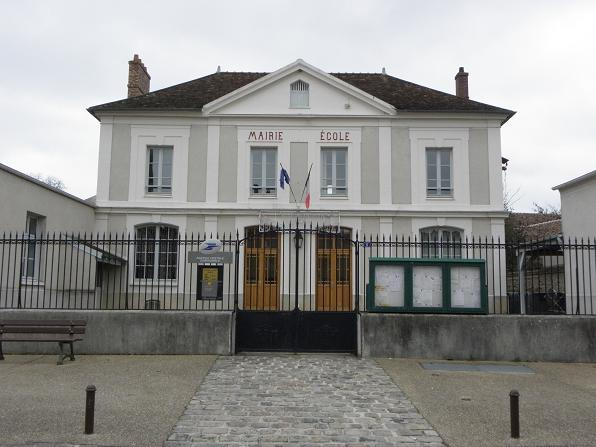
Mairie (Rathaus)
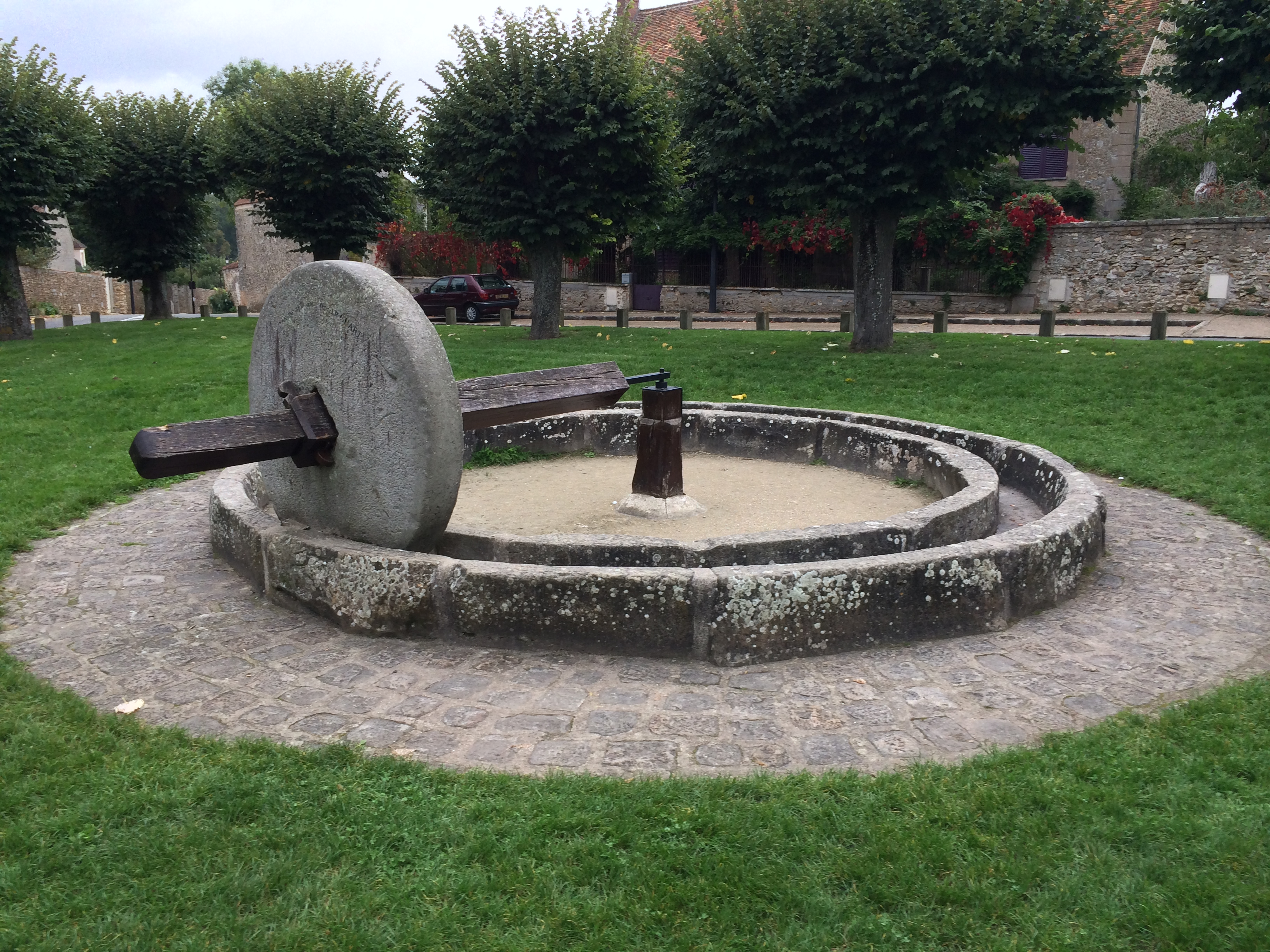
Apfelmühle

## Persönlichkeiten
- Charles de Bourbon, comte de Soissons (1566–1612), Vizekönig von Neufrankreich
- Daniel Gittard (1625–1686), Architekt